# Grönlands regering

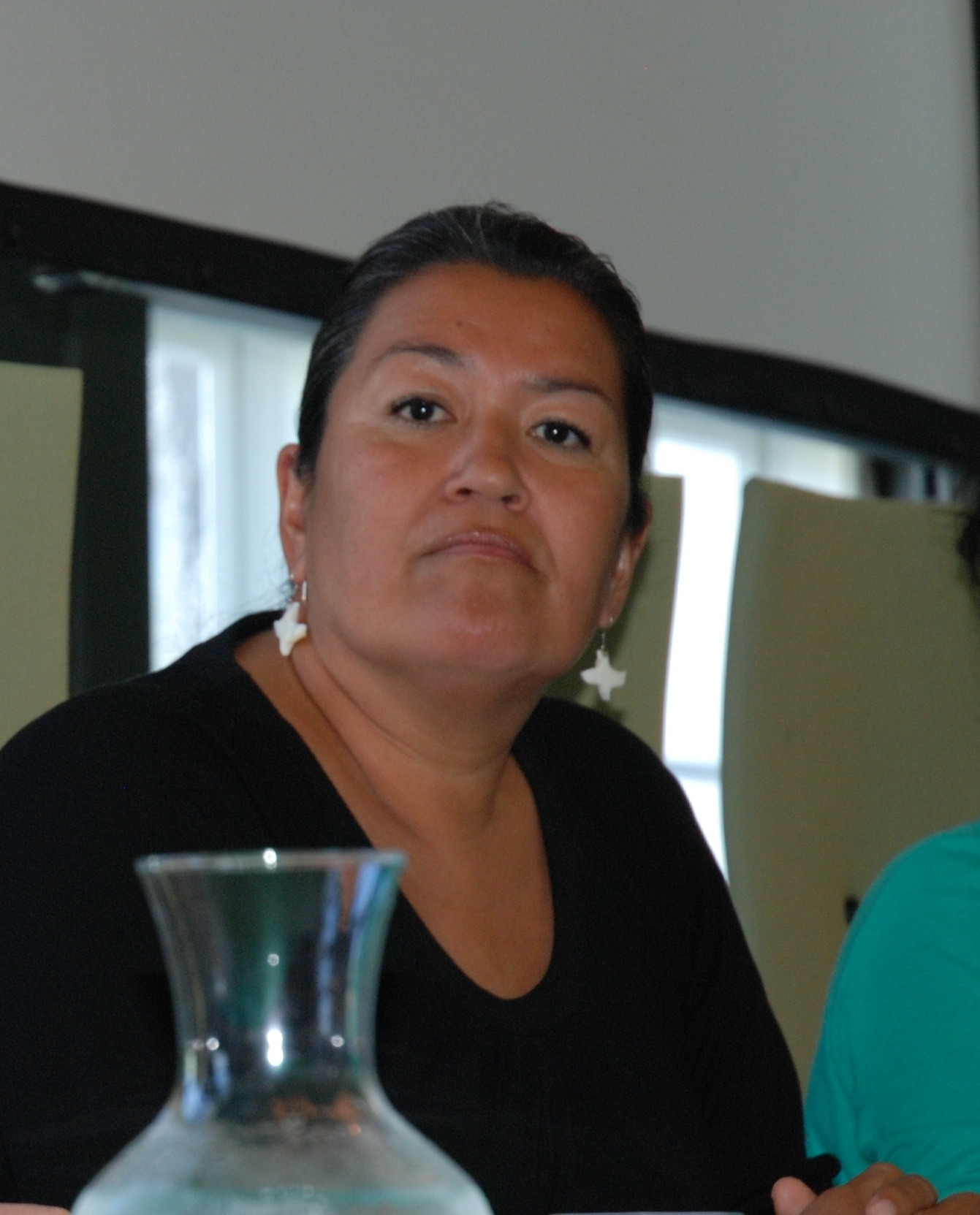
Aleqa Hammond, regeringsledare 2013

Grönlands regering (danska: Grønlands Landsstyre, grönländska: Naalakkersuisut) är regeringsorgan för det självstyrande Grönland. Regeringen leds av Grönlands premiärminister (danska: Formand for Grønlands regering). Landsstyrets medlemmar behöver inte vara medlemmar av Grönlands parlament.

## Historik

### Landsstyret 2013
Val till landstinget på Grönland hölls i mars 2013 och Siumuts ordförande Aleqa Hammond kunde i slutet av månaden utse en ny regering, baserad på en koalition mellan Siumut, Atássut och Parti Inuit.

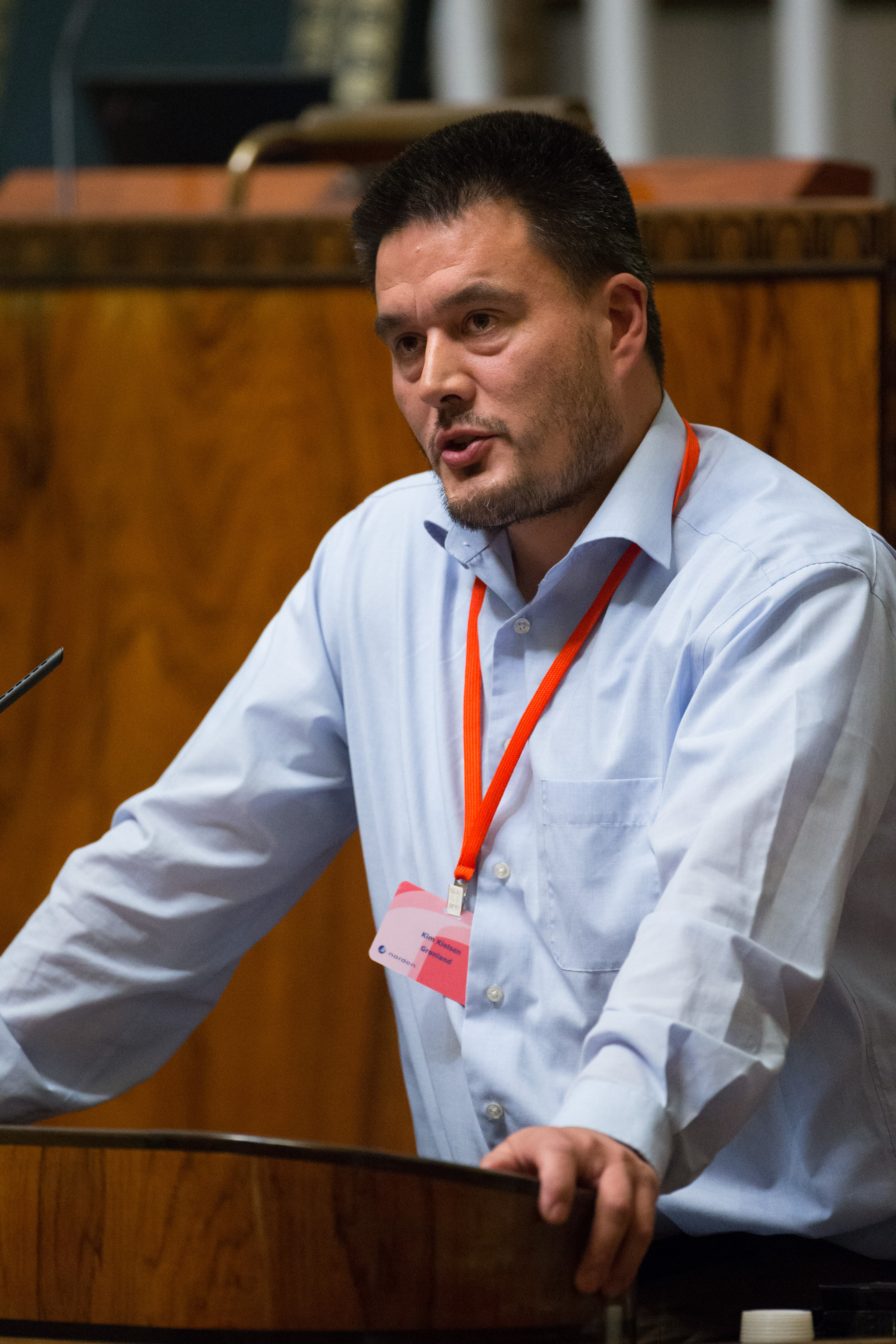
Kim Kielsen, regeringsledare 2014

Landsstyret är uppdelat i ett antal landsstyreområden, vilka leds av var sin landsstyremedlem, vilken motsvarar en minister:
- Formand for Grønlands regering och utrikesminister: Aleqa Hammond, Siumut
- landsstyremedlem för finanser och inrikesfrågor: Vittus Qujaukitsoq, Siumut
- landsstyremedlem för fiske, jakt och lantbruk: Karl Lyberth, Siumut
- landsstyremedlem för näring och mineraler: Jens-Erik Kirkegaard, Siumut
- landsstyremedlem för familje- och rättsfrågor: Martha Lund Olsen, Siumut
- landsstyremedlem för utbildning, kultur och jämställdhet: Nick Nielsen, Siumut
- landsstyremedlem för hälso- och infrastrukturfrågor: Steen Lynge, Atassut
- landsstyremedlem för bostads-, natur- och miljöfrågor: Mette Lynge, Partii Inuit

### Landsstyret 2014
Efter valet i november 2014 bildade Siumut, Demokratiit och Atassut regering under ledning av Kim Kielsen.
- Formand for Grønlands regering och inrikesfrågor: Kim Kielsen, Siumut
- landsstyremedlem för finanser och råvaror, samt förste vice Landstyreformand: Anda Uldum, Demokratiit
- landsstyremedlem för bostäder, byggnad och infrastruktur, samt andre vice Landstyreformand: Knud Kristiansen, Atassut
- landsstyremedlem för social-, familje- och jämstäldhetsfrågor: Martha Lund Olsen, Siumut
- landsstyremedlem för kultur, utbildning och kyrka: Nivi Olsen, Demokratiit
- landsstyremedlem för natur, miljö och rättsfrågor: Mala Kuko Høy, Atassut
- landsstyremedlem för hälsofrågor och nordiska frågor: Doris Jakobsen, Siumut
- landsstyremedlem för utrikesfrågor, arbete och handel: Vittus Qujaukitsoq, Siumut
- landsstyremedlem för fiske, jakt och lantbruk: Karl-Kristian Kruse, Siumut

### Landsstyret 2018
Efter valet den 24 april 2018 bildade Kim Kielsen en ny regering med stöd av en koalition mellan  Siumut, Naleraq, Atassut och Nunatta Qitornai med tillsammans 16 mandater.
- Formand for Grønlands regering och ansvarig för   natur och miljø: Kim Kielsen[4]
- Vice landsstyreformand och minister för bostäder och  infrastruktur: Simon Simonsen
- Minister för finanser: Pele Broberg
- Minister för råvaror, arbetsmarknad, författning och självständighet: Vittus Qujaukitsoq
- Minister för hälsa och forskning: Doris Jakobsen Jensen
- Minister för fiskeri, jakt och lantbruk: Erik Jensen
- Minister för utrikesrelationer, utbildning, kultur och kyrka: Vivian Motzfeldt
- Minister för näringsliv, energi, handel och bränsle: Aqqalu Jerimiassen
- Minister för Sociale anliggender, familie og justitsområdet: Anthon Frederiksen

### Landsstyret 2021
Efter valet den 6 april bildade Múte Bourup Egede en ny regering med åtta medlemmar från Inuit Ataqatigiit och två från Naleraq. Koalitionen stöds av Atassut och har därmed 18 mandat.
- Formand for Grønlands regering: Múte Bourup Egede
- Minister för fiskeri och jakt: Aqqaluaq B. Egede
- Minister för utrikesrelationer, handel, klimat och näringsliv: Pele Broberg
- Minister för hälsa: Kirsten Fencker
- Minister för utbildning, kultur, sport och kyrka: Peter P. Olsen
- Minister för socialområdet och arbetsmarknad: Mimi Karlsen
- Minister för bostäder, infrastruktur, råvaror och jämställdhet: Naaja Nathanielsen
- Minister för finans och inrikesärenden: Asii Chemnitz Narup
- Minister för barn, ungdom, familj, och juridik: Eqaluk Høegh
- Minister för lantbruk, självförsörjning, energi och miljö: Kalistat Lund

### Landsstyret 2025
- Formand for Grønlands regering: Jens-Frederik Nielsen